# Simu Liu
Simu Liu, född 19 april 1989 i Harbin, Kina, är en kanadensisk skådespelare. Han är mest känd för att spela Shang-Chi i MCU-filmen Shang-Chi and the Legend of the Ten Rings från 2021.

## Filmografi (i urval)
- 2012 – Nikita (TV-serie)
- 2013 – Warehouse 13 (TV-serie)
- 2013 – Haverikommissionen (TV-program)
- 2014 – Beauty & the Beast (TV-serie)
- 2013 – Pacific Rim
- 2017 – Taken (TV-serie)
- 2017 – Orphan Black (TV-serie)
- 2017 – Dark Matter (TV-serie)
- 2018 – The Expanse (TV-serie)
- 2019 – Fresh Off the Boat (TV-serie)
- 2021 – Shang-Chi and the Legend of the Ten Rings
- 2021 – Star Wars: Visions (TV-serie) (röstroll)
- 2021 – The Tonight Show Starring Jimmy Fallon (TV-program)
- 2021 – Saturday Night Live (TV-program)
- 2023 – Barbie
- 2025 – Last Breath
- 2025 – I dina drömmar
- 2026 – Avengers: Doomsday